# Antonella Interlenghi
Pour les articles homonymes, voir Interlenghi.
Antonella Interlenghi, également connue sous le nom d'Antonellina est une actrice italienne, née le 6 août 1960 à Rome.

## Biographie
Antonellina est la fille cadette des acteurs Franco Interlenghi et Antonella Lualdi. Elle a principalement tourné durant les années 1980. Après une éclipse d'une dizaine d'années, elle est réapparue sur les écrans en tournant dans divers séries télévisées très populaires comme Les Destins du cœur (Incantesimo) et Un posto al sole.
Elle a épousé Giovanni Sanjust de Teulada, descendant d'une famille de la noblesse sarde dont elle a eu deux enfants, Virginia Sanjust de Teulada et Beatrice. Virginia, présentatrice de la télévision et actrice, a été au cœur d'une polémique en 2008 : elle a été soupçonnée d'avoir été nommée à une charge publique après avoir eu une liaison avec Silvio Berlusconi. Les deux intéressés ont parlé d'une simple amitié. Le décret de nomination a finalement été retiré. 
En octobre 2014, son mari meurt à Capalbio (GR), d'un accident de tracteur.

## Filmographie

### cinéma
- 1977 : Yéti - Le géant d'un autre monde (Yeti - il gigante del 20. secolo) de Gianfranco Parolini (sous le nom de Phoenix Grant) : Jane
- 1980 : La Rage de tuer (Under Siege) de René Cardona Jr. : Lisa
- 1980 : Frayeurs (Paura nella città dei morti viventi) de Lucio Fulci : Emily Robbins
- 1981 : Brantôme 81 : Vie de dames galantes de José Bénazéraf : Anne de La Mazière
- 1981 : Un centesimo di secondo de Duccio Tessari
- 1982 : Tiger Joe (Fuga dall'arcipelago maledetto) d'Antonio Margheriti
- 1983 : Vacanze di Natale de Carlo Vanzina : Serenella
- 1985 : Vacanze in America de Carlo Vanzina : Antonella
- 1985 : La Cage aux folles 3 - 'Elles' se marient de Georges Lautner : Cindy
- 1987 : Sottozero de Gian Luigi Polidoro : Paola Montini
- 1990 : La Mère (Мат) de Gleb Panfilov : Sasha

### Télévision
- 1979 : Orient-Express de Daniele D'Anza (Série TV) : Stéphanie
- 2000 : Nando dell' Andromeda de Vanni Vallino (Téléfilm)
- 2000 : Valeria medico legale (épisodes inconnus) de Gianfrancesco Lazotti (Série TV)
- 2003 : Les Destins du cœur (Incantessimo) (Série TV) : Mara Ciccone
- 2005 : Ho sposato un calciatore de Stefano Sollima (Mini série) : Regina caradia